# Список творів Йоганна Себастьяна Баха
Сьогодні відомо понад 1000 музичних творів, написаних Йоганном Себастьяном Бахом. Нижче перераховані його твори в порядку каталогу BWV, включаючи спірні твори в Додатку (Anhang) і твори, що раніше приписувалися І. С. Баху та отримали номер BWV.

## Вокальні твори

### Кантати(1—224)
- BWV 1 - Wie schön leuchtet der Morgenstern
- BWV 2 - Ach Gott, vom Himmel sieh darein
- BWV 3 - Ach Gott, wie manches Herzeleid
- BWV 4 - Christ lag in Todes Banden
- BWV 5 - Wo soll ich fliehen hin
- BWV 6 - Bleib bei uns, denn es will Abend werden
- BWV 7 - Christ unser Herr zum Jordan kam
- BWV 8 - Liebster Gott, wenn werd ich sterben
- BWV 9 - Es ist das Heil uns kommen her
- BWV 10 - Meine Seel erhebt den Herren
- BWV 11 - Lobet Gott in seinen Reichen (Oratorium na Wniebowstąpienie)
- BWV 12 - Weinen, Klagen, Sorgen, Zagen
- BWV 13 - Meine Seufzer, meine Tränen
- BWV 14 - Wär Gott nicht mit uns diese Zeit
- BWV 15 - Denn du wirst meine Seele nicht in der Hölle lassen (Johann Ludwig Bach)
- BWV 16 - Herr Gott, dich loben wir
- BWV 17 - Wer Dank opfert, der preiset mich
- BWV 18 - Gleichwie der Regen und Schnee vom Himmel fällt
- BWV 19 - Es erhub sich ein Streit
- BWV 20 - O Ewigkeit, du Donnerwort
- BWV 21 - Ich hatte viel Bekümmernis
- BWV 22 - Jesus nahm zu sich die Zwölfe
- BWV 23 - Du wahrer Gott und Davids Sohn
- BWV 24 - Ein ungefärbt Gemüte
- BWV 25 - Es ist nichts Gesundes an meinem Leibe
- BWV 26 - Ach wie flüchtig, ach wie nichtig
- BWV 27 - Wer weiß, wie nahe mir mein Ende
- BWV 28 - Gottlob! nun geht das Jahr zu Ende
- BWV 29 - Wir danken dir, Gott, wir danken dir
- BWV 30 - Freue dich, erlöste Schar
- BWV 30a - Angenehmes Wiederau
- BWV 31 - Der Himmel lacht! Die Erde jubilieret
- BWV 32 - Liebster Jesu, mein Verlangen
- BWV 33 - Allein zu dir, Herr Jesu Christ
- BWV 34 - O ewiges Feuer, o Ursprung der Liebe
- BWV 34a - O ewiges Feuer, o Ursprung der Liebe
- BWV 35 - Geist und Seele wird verwirret
- BWV 36 - Schwingt freudig euch empor
- BWV 36a - Steigt freudig in die Luft
- BWV 36b - Die Freude reget sich
- BWV 36c - Schwingt freudig euch empor
- BWV 37 - Wer da gläubet und getauft wird
- BWV 38 - Aus tiefer Not schrei ich zu dir
- BWV 39 - Brich dem Hungrigen dein Brot
- BWV 40 - Darzu ist erschienen der Sohn Gottes
- BWV 41 - Jesu, nun sei gepreiset
- BWV 42 - Am Abend aber desselbigen Sabbats
- BWV 43 - Gott fähret auf mit Jauchzen
- BWV 44 - Sie werden euch in den Bann tun
- BWV 45 - Es ist dir gesagt, Mensch, was gut ist
- BWV 46 - Schauet doch und sehet, ob irgend ein Schmerz sei
- BWV 47 - Wer sich selbst erhöhet, der soll erniedriget werden
- BWV 48 - Ich elender Mensch, wer wird mich erlösen
- BWV 49 - Ich geh und suche mit Verlangen
- BWV 50 - Nun ist das Heil und die Kraft
- BWV 51 - Jauchzet Gott in allen Landen
- BWV 52 - Falsche Welt, dir trau ich nicht
- BWV 53 - Schlage doch, gewünschte Stunde (Melchior Hoffmann)
- BWV 54 - Widerstehe doch der Sünde
- BWV 55 - Ich armer Mensch, ich Sündenknecht
- BWV 56 - Ich will den Kreuzstab gerne tragen
- BWV 57 - Selig ist der Mann (Lehms)
- BWV 58 - Ach Gott, wie manches Herzeleid
- BWV 59 - Wer mich liebet, der wird mein Wort halten
- BWV 60 - O Ewigkeit, du Donnerwort
- BWV 61 - Nun komm, der Heiden Heiland
- BWV 62 - Nun komm, der Heiden Heiland
- BWV 63 - Christen, ätzet diesen Tag
- BWV 64 - Sehet, welch eine Liebe hat uns der Vater erzeiget
- BWV 65 - Sie werden aus Saba alle kommen
- BWV 66 - Erfreut euch, ihr Herzen
- BWV 66a - Der Himmel dacht auf Anhalts Ruhm und Glück, Serenade
- BWV 67 - Halt im Gedächtnis Jesum Christ
- BWV 68 - Also hat Gott die Welt geliebt
- BWV 69 - Lobe den Herrn, meine Seele
- BWV 69a - Lobe den Herrn, meine Seele
- BWV 70 - Wachet! betet! betet! wachet!
- BWV 70a - Wachet! betet! betet! wachet!
- BWV 71 - Gott ist mein König
- BWV 72 - Alles nur nach Gottes Willen
- BWV 73 - Herr, wie du willt, so schicks mit mir
- BWV 74 - Wer mich liebet, der wird mein Wort halten
- BWV 75 - Die Elenden sollen essen
- BWV 76 - Die Himmel erzählen die Ehre Gottes
- BWV 77 - Du sollt Gott, deinen Herren, lieben
- BWV 78 - Jesu, der du meine Seele
- BWV 79 - Gott der Herr ist Sonn und Schild
- BWV 80 - Ein feste Burg ist unser Gott
- BWV 80a - Ein feste Burg ist unser Gott
- BWV 80b - Ein feste Burg ist unser Gott
- BWV 81 - Jesus schläft, was soll ich hoffen
- BWV 82 - Ich habe genug
- BWV 83 - Erfreute Zeit im neuen Bunde
- BWV 84 - Ich bin vergnügt mit meinem Glücke
- BWV 85 - Ich bin ein guter Hirt
- BWV 86 - Wahrlich, wahrlich, ich sage euch
- BWV 87 - Bisher habt ihr nichts gebeten in meinem Namen
- BWV 88 - Siehe, ich will viel Fischer aussenden
- BWV 89 - Was soll ich aus dir machen, Ephraim
- BWV 90 - Es reißet euch ein schrecklich Ende
- BWV 91 - Gelobet seist du, Jesu Christ
- BWV 92 - Ich hab in Gottes Herz und Sinn
- BWV 93 - Wer nur den lieben Gott lässt walten
- BWV 94 - Was frag ich nach der Welt
- BWV 95 - Christus, der ist mein Leben
- BWV 96 - Herr Christ, der einge Gottessohn
- BWV 97 - In allen meinen Taten
- BWV 98 - Was Gott tut, das ist wohlgetan
- BWV 99 - Was Gott tut, das ist wohlgetan
- BWV 100 - Was Gott tut, das ist wohlgetan
- BWV 101 - Nimm von uns, Herr, du treuer Gott
- BWV 102 - Herr, deine Augen sehen nach dem Glauben
- BWV 103 - Ihr werdet weinen und heulen
- BWV 104 - Du Hirte Israel, höre
- BWV 105 - Herr, gehe nicht ins Gericht
- BWV 106 - Gottes Zeit ist die allerbeste Zeit (Actus tragicus)
- BWV 107 - Was willst du dich betrüben
- BWV 108 - Es ist euch gut, dass ich hingehe
- BWV 109 - Ich glaube, lieber Herr, hilf meinem Unglauben
- BWV 110 - Unser Mund sei voll Lachens
- BWV 111 - Was mein Gott will, das gscheh allzeit
- BWV 112 - Der Herr ist mein getreuer Hirt
- BWV 113 - Herr Jesu Christ, du höchstes Gut
- BWV 114 - Ach, lieben Christen, seid getrost
- BWV 115 - Mache dich, mein Geist, bereit
- BWV 116 - Du Friedefürst, Herr Jesu Christ
- BWV 117 - Sei Lob und Ehr dem höchsten Gut
- BWV 118 - O Jesu Christ, meins Lebens Licht
- BWV 118b - O Jesu Christ, meins Lebens Licht (druga wersja)
- BWV 119 - Preise, Jerusalem, den Herrn
- BWV 120 - Gott, man lobet dich in der Stille
- BWV 120a - Herr Gott, Beherrscher aller Dinge
- BWV 120b - Gott, man lobet dich in der Stille
- BWV 121 - Christum wir sollen loben schon
- BWV 122 - Das neugeborne Kindelein
- BWV 123 - Liebster Immanuel, Herzog der Frommen
- BWV 124 - Meinen Jesum lass ich nicht
- BWV 125 - Mit Fried und Freud ich fahr dahin
- BWV 126 - Erhalt uns, Herr, bei deinem Wort
- BWV 127 - Herr Jesu Christ, wahr' Mensch und Gott
- BWV 128 - Auf Christi Himmelfahrt allein
- BWV 129 - Gelobet sei der Herr, mein Gott
- BWV 130 - Herr Gott, dich loben alle wir
- BWV 131 - Aus der Tiefen rufe ich, Herr, zu dir
- BWV 131a - Aus der Tiefen rufe ich, Herr, zu dir
- BWV 132 - Bereitet die Wege, bereitet die Bahn
- BWV 133 - Ich freue mich in dir
- BWV 134 - Ein Herz, das seinen Jesum lebend weiß
- BWV 134a - Die Zeit, die Tag und Jahre macht
- BWV 135 - Ach Herr, mich armen Sünder
- BWV 136 - Erforsche mich, Gott, und erfahre mein Herz
- BWV 137 - Lobe den Herren, den mächtigen König der Ehren
- BWV 138 - Warum betrübst du dich, mein Herz
- BWV 139 - Wohl dem, der sich auf seinen Gott
- BWV 140 - Wachet auf, ruft uns die Stimme
- BWV 141 - Das ist je gewisslich wahr (ймовірно належить Г.Ф.Телеману)
- BWV 142 - Uns ist ein Kind geboren (авторство спірне)
- BWV 143 - Lobe den Herrn, meine Seele
- BWV 144 - Nimm, was dein ist, und gehe hin
- BWV 145 - Ich lebe, mein Herze, zu deinem Ergötzen (хорал „So du mit deinem Munde“ Телемана)
- BWV 146 - Wir müssen durch viel Trübsal
- BWV 147 - Herz und Mund und Tat und Leben
- BWV 147a - Herz und Mund und Tat und Leben
- BWV 148 - Bringet dem Herrn Ehre seines Namens
- BWV 149 - Man singet mit Freuden vom Sieg
- BWV 150 - Nach dir, Herr, verlanget mich
- BWV 151 - Süßer Trost, mein Jesus kömmt
- BWV 152 - Tritt auf die Glaubensbahn
- BWV 153 - Schau, lieber Gott, wie meine Feind
- BWV 154 - Mein liebster Jesus ist verloren
- BWV 155 - Mein Gott, wie lang, ach lange
- BWV 156 - Ich steh mit einem Fuß im Grabe
- BWV 157 - Ich lasse dich nicht, du segnest mich denn
- BWV 158 - Der Friede sei mit dir
- BWV 159 - Sehet, wir gehn hinauf gen Jerusalem
- BWV 160 - Ich weiß, dass mein Erlöser lebt (Telemann)
- BWV 161 - Komm, du süße Todesstunde
- BWV 162 - Ach! ich sehe, itzt, da ich zur Hochzeit gehe
- BWV 163 - Nur jedem das Seine
- BWV 164 - Ihr, die ihr euch von Christo nennet
- BWV 165 - O heilges Geist- und Wasserbad
- BWV 166 - Wo gehest du hin
- BWV 167 - Ihr Menschen, rühmet Gottes Liebe
- BWV 168 - Tue Rechnung! Donnerwort
- BWV 169 - Gott soll allein mein Herze haben
- BWV 170 - Vergnügte Ruh, beliebte Seelenlust
- BWV 171 - Gott, wie dein Name, so ist auch dein Ruhm
- BWV 172 - Erschallet, ihr Lieder, erklinget, ihr Saiten
- BWV 173 - Erhöhtes Fleisch und Blut
- BWV 173a - Durchlauchtster Leopold
- BWV 174 - Ich liebe den Höchsten von ganzem Gemüte
- BWV 175 - Er rufet seinen Schafen mit Namen
- BWV 176 - Es ist ein trotzig und verzagt Ding
- BWV 177 - Ich ruf zu dir, Herr Jesu Christ
- BWV 178 - Wo Gott, der Herr, nicht bei uns hält
- BWV 179 - Siehe zu, dass deine Gottesfurcht nicht Heuchelei sei
- BWV 180 - Schmücke dich, o liebe Seele
- BWV 181 - Leichtgesinnte Flattergeister
- BWV 182 - Himmelskönig, sei willkommen
- BWV 183 - Sie werden euch in den Bann tun
- BWV 184 - Erwünschtes Freudenlicht
- BWV 185 - Barmherziges Herze der ewigen Liebe
- BWV 186 - Ärgre dich, o Seele, nicht
- BWV 187 - Es wartet alles auf dich
- BWV 188 - Ich habe meine Zuversicht
- BWV 189 - Meine Seele rühmt und preist (авторство спірне)
- BWV 190 - Singet dem Herrn ein neues Lied
- BWV 190a - Singet dem Herrn ein neues Lied
- BWV 191 - Gloria in excelsis Deo
- BWV 192 - Nun danket alle Gott (niekompletna)
- BWV 193 - Ihr Tore zu Zion (niekompletna)
- BWV 193a - Ihr Häuser des Himmels
- BWV 194 - Höchsterwünschtes Freudenfest
- BWV 195 - Dem Gerechten muss das Licht
- BWV 196 - Der Herr denket an uns (Psalm 115)
- BWV 197 - Gott ist unsre Zuversicht
- BWV 197a - Ehre sei Gott in der Höhe (неповна)
- BWV 198 - Lass Fürstin, lass noch einen Strahl
- BWV 199 - Mein Herze schwimmt im Blut
- BWV 200 - Bekennen will ich seinen Namen
- BWV 201 - Geschwinde, ihr wirbelnden Winde
- BWV 202 - Weichet nur, betrübte Schatten
- BWV 203 - Amore traditore
- BWV 204 - Ich bin in mir vergnügt
- BWV 205 - Zerreißet, zersprenget, zertrümmert die Gruft «Éole apaisé»
- BWV 205a - Blast Lärmen, ihr Feinde!
- BWV 206 - Schleicht, spielende Wellen
- BWV 207 - Vereinigte Zwietracht der wechselnden Saiten
- BWV 207a - Auf, schmetternde Töne
- BWV 208 - Was mir behagt, ist nur die muntre Jagd (cantate dite «La chasse»)
- BWV 208a - Was mir behagt, ist nur die muntre Jagd!
- BWV 209 - Non sa che sia dolore
- BWV 210 - O holder Tag, erwünschte Zeit
- BWV 210a - O angenehme Melodei
- BWV 211 - Schweigt stille, plaudert nicht ("Кавова кантата")
- BWV 212 - Mer hahn en neue Oberkeet (Cantate des paysans)
- BWV 213 - Laßt uns sorgen, laßt uns wachen (Hercules auf dem Scheidewege)
- BWV 214 - Tönet, ihr Pauken! Erschallet, Trompeten!
- BWV 215 - Preise dein Glücke, gesegnetes Sachsen
- BWV 216 - Vergnügte Pleissenstadt (незавершена)
- BWV 216a - Erwählte Pleißenstadt
- BWV 217   - Gedenke, Herr, wie es uns gehet (авторство під сумнівом)
- BWV 218   - Gott der Hoffnung erfülle euch (composée par Georg Philip Telemann)
- BWV 219   - Siehe, es hat überwunden der Löwe (composée par Georg Philip Telemann)
- BWV 220   - Lobt ihn mit Herz und Munde (авторство під сумнівом)
- BWV 221   - Wer sucht die Pracht, wer wünscht den Glanz (авторство під сумнівом)
- BWV 222   - Mein Odem ist schwach (composée par Johann Ernst Bach)
- BWV 223   - Meine Seele soll Gott loben (perdue)
- BWV 224   - Reißt euch los, bedrängte Sinnen (маленький фрагмент)
- BWV 244a  - Klagt, Kinder, klagt es aller Welt (втрачена)
- BWV 249a  - Entfliehet, verschwindet, entweichet, ihr Sorgen (втрачена)
- BWV anh9  - Entfernet euch, ihr heitern Sterne (втрачена)
- BWV anh18 - Froher Tag, verlangte Stunden (втрачена)

### Мотети(225—231)
- BWV 225 — Singet dem Herrn ein neues Lied
- BWV 226 — Der Geist hilft unser Schwachheit auf
- BWV 227 — Jesu, meine Freude
- BWV 228 — Fürchte dich nicht
- BWV 229 — Komm, Jesu, komm!
- BWV 230 — Lobet den Herrn alle Heiden (псалом 117)
- BWV 231 — Sei Lob und Preis mit Ehren (помилково, насправді є частиною незакінченої кантати Телемана)

### Літургічні творилатинською мовою(232—243a)
- BWV 232 — Меса сі мінор
- BWV 233 — Меса фа мажор
- BWV 233a — Kyrie фа мажор (альтернативна версія BWV 233)
- BWV 234 — Меса ля мажор
- BWV 235 — Меса соль мінор
- BWV 236 — Меса соль мажор
- BWV 237 — Sanctus до мажор
- BWV 238 — Sanctus ре мажор
- BWV 239 — Sanctus ре мажор
- BWV 240 — Sanctus соль мажор
- BWV 241 — Sanctus ре мажор (аранжування Sanctus з меси Керла Missa superba)
- BWV 242 — Christe Eleison соль мінор
- BWV 243 — Магніфікат ре мажор
- BWV 243a — Магніфікат мі-бемоль мажор (боільш рання версія BWV 243)

### Пассіонитаораторії(244—249)
- BWV 244 — Страсті за Матвієм
- BWV 244a — Klagt, Kinder, klagt es aller Welt (траурна кантата по герцогу Леопольду Анхальт-Кетенському)
- BWV 244b — Страсті за Матвієм (рання версія)
- BWV 245 — Страсті за Йоанном
- BWV 245a — Himmel reisse, Welt erbebe (арія із другої версії Страстей за Йоанном)
- BWV 245b — Zerschmettert mich, ihr Felsen und ihr Hügel (арія із другої версії Страстей за Йоанном)
- BWV 245c — Ach, windet euch nicht so, geplagte Seelen (арія із другої версії Страстей за Йоанном)
- BWV 246 — Страсті за Лукою (помилково, автор невідомий)
- BWV 247 — Страсті за Марком (лібрето збереглося, але музика майже повністю загублена)
- BWV 248 — Різдвяна ораторія
- BWV 249 — Пасхальна ораторія

### Світські кантати (249a, b)
- BWV 249a — Entfliehet, verschwindet, entweichet, ihr Sorgen
- BWV 249b — Verjaget, zerstreuet, zerrüttet, ihr Sterne

### Пісні (519—523)
- BWV 519 — Hier lieg' ich nun
- BWV 520 — Das walt' mein Gott
- BWV 521 — Gott mein Herz dir Dank
- BWV 522 — Meine Seele, lass es gehen
- BWV 523 — Ich gnüge mich an meinem Stande

### Кводлибет(524)
- BWV 524 — Кводлибет

## Органнітвори

### Тріо-сонатидля органа (525—530)
- BWV 525 — Мі-бемоль мажор
- BWV 526 — До мінор
- BWV 527 — Ре мінор
- BWV 528 — мі мінор
- BWV 528a — Andante ре мінор (альтернативна версія другої частини BWV 528)
- BWV 529 — До мажор
- BWV 530 — Соль мажор

### Прелюдіїіфуги,токатиі фуги,фантазіїі фуги для органу (531—581)
- BWV 531 — Прелюдія і фуга до мажор
- BWV 532 — Прелюдія і фуга ре мажор
- BWV 532a — Фуга ре мажор (альтернативна версія BWV 532)
- BWV 533 — Прелюдія і фуга мі мінор («Маленька»)
- BWV 534 — Прелюдія і фуга фа мінор
- BWV 535 — Прелюдія і фуга соль мінор
- BWV 535a — Прелюдія і фуга соль мінор (альтернативна, спрощена версія BWV 535)
- BWV 536 — Прелюдія і фуга ля мажор
- BWV 536a — Прелюдія і фуга ля мажор (альтернативна версія BWV 536, основана на оригінальному рукопису)
- BWV 537 — Фантазія (Прелюдія) і фуга до мінор
- BWV 538 — Токата і фуга ре мінор («Дорійська»)
- BWV 539 — Прелюдія і фуга ре мінор
- BWV 539a — Фуга ре мінор (BWV 1000 — її лютневе аранжування, друга частина BWV 1001 — скрипкова)
- BWV 540 — Токата і фуга фа мажор
- BWV 541 — Прелюдія і фуга соль мажор
- BWV 542 — Фантазія і фуга соль мінор («Велика»)
- BWV 542a — Фуга соль мінор (альтернативна версія фуги з BWV 542)
- BWV 543 — Прелюдія і фуга ля мінор
- BWV 544 — Прелюдія і фуга сі мінор
- BWV 545 — Прелюдія і фуга до мажор
- BWV 545a — Прелюдія і фуга до мажор (альтернативна версія BWV 545)
- BWV 545b — Прелюдія, Тріо і фуга сі мажор (альтернативна версія BWV 545)
- BWV 546 — Прелюдія і фуга до мінор
- BWV 547 — Прелюдія і фуга до мажор
- BWV 548 — Прелюдія і фуга мі мінор («Велика»)
- BWV 549 — Прелюдія і фуга до мінор
- BWV 550 — Прелюдія і фуга соль мажор
- BWV 551 — Прелюдія і фуга ля мінор
- BWV 552 — Прелюдія і фуга мі-бемоль мажор («Св. Анна»)

- Вісім коротких прелюдій і фуг (553—560; помилково, можливо, складені Йоганном Тобіасом Кребсом)
  - BWV 553 — Коротка Прелюдія і фуга до мажор
  - BWV 554 — Коротка Прелюдія і фуга ре мінор
  - BWV 555 — Коротка Прелюдія і фуга мі мінор
  - BWV 556 — Коротка Прелюдія і фуга фа мажор
  - BWV 557 — Коротка Прелюдія і фуга соль мажор
  - BWV 558 — Коротка Прелюдія і фуга соль мінор
  - BWV 559 — Коротка Прелюдія і фуга ля мінор
  - BWV 560 — Коротка Прелюдія і фуга сі-бемоль мажор

- BWV 561 — Фантазія і фуга ля мінор (помилково)
- BWV 562 — Фантазія і фуга до мінор (фуга не закінчена)
- BWV 563 — Фантазія з імітацією сі мінор (помилково)
- BWV 564 — Токата, адажіо і фуга до мажор
- BWV 565 — Токата і фуга ре мінор
- BWV 566 — Токата і фуга мі мінор (помилково)
- BWV 566a — Токата мі мажор (рання версія BWV 566)
- BWV 567 — Прелюдія до мажор
- BWV 568 — Прелюдія соль мажор
- BWV 569 — Прелюдія ля мінор
- BWV 570 — Фантазія до мажор
- BWV 571 — Фантазія (концерт) соль мажор (помилково)
- BWV 572 — Фантазія соль мажор
- BWV 573 — Фантазія до мажор (незавершена, з Нотного зошиту Анни Магдалени Бах)
- BWV 574 — Фуга до мінор
- BWV 574a — Фуга до мінор (альтернативна версія BWV 574)
- BWV 575 — Фуга до мінор
- BWV 576 — Фуга соль мажор
- BWV 577 — Фуга соль мажор «à la Gigue» (помилково)
- BWV 578 — Фуга соль мінор (помилково)
- BWV 579 — Фуга на тему Арканджело Кореллі (из Op. 3, № 4) сі мінор
- BWV 580 — Фуга ре мажор (помилково)
- BWV 581 — Фуга соль мажор (помилково, створена Г. Гоміліусом)
- BWV 581a — Фуга соль мажор (помилково)

### Пасакалія і фуга до мінордля органа (582)
- BWV 582 — Пасакалія і фуга до мінор

### Тріо і інші твори для органа (583—591)
- BWV 583 — Тріо ре мажор (помилково)
- BWV 584 — Тріо соль мінор (помилково)
- BWV 585 — Тріо до мінор (помилково, Йоганн Фридрих Фаш)
- BWV 586 — Тріо соль мажор (помилково, Телеман)
- BWV 587 — Арія фа мажор (помилково, Франсуа Куперен)
- BWV 588 — Канцона ре мінор
- BWV 589 — Alla breve ре мажор (помилково)
- BWV 590 — Пастораль фа мажор (перша частина не закінчена)
- BWV 591 — Маленький гармонічний лабіринт (Kleines harmonisches Labyrinth) (помилково, можливо, належить Йоганну Давиду Хайнихену)

### Концертидля органа (592—598)
- BWV 592 — Концерт соль мажор (перекладення концерту герцога Йоганна Ернста)
- BWV 592a — Концерт соль мажор (аранжування BWV 592)
- BWV 593 — Концерт ля мінор (перекладення скрипкового концерту Op. 3/8 RV522 Вівальді)
- BWV 594 — Концерт до мажор (перекладення скрипкового концерту Op. 7/5 RV285a Вівальді)
- BWV 595 — Концерт до мажор (перекладення концерту герцога Йоганна Ернста)
- BWV 596 — Концерт ре мінор (перекладення концерту кончерто гроссо, Op. 3/11 RV565 Вівальді)
- BWV 597 — Концерт мі-бемоль мажор (джерело невідоме)
- BWV 598 — Pedalexercitium (Педальна вправа) соль мінор (імпровізація, записана К. Ф. Е. Бахом, не завершено)

### Хоральні прелюдіїI:Органний зошит(599—644)
- BWV 599 — Адвент — Nun komm, der Heiden Heiland
- BWV 600 — Адвент — Gott, durch deine Güte (або Gottes-Sonh ist kommen)
- BWV 601 — Адвент — Herr Christ, der ein'ge Gottes-Sohn (або Herr Gott, nun sei gepreiset)
- BWV 602 — Адвент — Lob sei dem allmächtigen Gott
- BWV 603 — Різдво — Puer natus in Bethlehem
- BWV 604 — Різдво — Gelobet seist du, Jesu Christ
- BWV 605 — Різдво — Der Tag, der ist so freudenreich
- BWV 606 — Різдво — Vom Himmel hoch, da komm' ich her
- BWV 607 — Різдво — Vom Himmel kam der Engel Schar
- BWV 608 — Різдво — In dulci jubilo
- BWV 609 — Різдво — Lobt Gott, ihr Christen, allzugleich
- BWV 610 — Різдво — Jesu, meine Freude
- BWV 611 — Різдво — Christum wir sollen loben schon
- BWV 612 — Різдво — Wir Christenleut'
- BWV 613 — Новий рік — Helft mir Gottes Güte preisen
- BWV 614 — Новий рік — Das alte Jahr vergangen ist
- BWV 615 — Новий рік — In dir ist Freude
- BWV 616 — Хрещення Господне — Mit Fried' und Freud' ich fahr' dahin
- BWV 617 — Хрещення — Herr Gott, nun schleuß den Himmel auf
- BWV 618 — Великий піст — O Lamm Gottes, unschuldig
- BWV 619 — Великий піст — Christe, du Lamm Gottes
- BWV 620 — Великий піст — Christus, der uns selig macht
- BWV 620a — Великий піст — Christus, der uns selig macht (рання версія BWV 620)
- BWV 621 — Великий піст — Da Jesus an dem Kreuze stund
- BWV 622 — Великий піст — O Mensch, bewein dein Sünde groß
- BWV 623 — Великий піст — Wir danken dir, Herr Jesu Christ
- BWV 624 — Великий піст — Hilf Gott, daß mir's gelinge
- BWV 625 — Пасха — Christ lag in Todesbanden
- BWV 626 — Пасха — Jesus Christus, unser Heiland
- BWV 627 — Пасха — Christ ist erstanden
- BWV 628 — Пасха — Erstanden ist der heil'ge Christ
- BWV 629 — Пасха — Erschienen ist der herrliche Tag
- BWV 630 — Пасха — Heut' triumphieret Gottes Sohn
- BWV 631 — П’ятидесятниця — Komm, Gott Schöpfer, heiliger Geist
- BWV 631a — П’ятидесятниця — Komm, Gott Schöpfer, heiliger Geist (ранняя версія BWV 631)
- BWV 632 — Herr Jesu Christ, dich zu uns wend'
- BWV 633 — Liebster Jesu, wir sind hier
- BWV 634 — Liebster Jesu, wir sind hier (рання версія BWV 633)
- BWV 635 — Dies sind die heil'gen zehn Gebot'
- BWV 636 — Vater unser im Himmelreich
- BWV 637 — Durch Adams Fall ist ganz verderbt
- BWV 638 — Es ist das Heil uns kommen her
- BWV 639 — Ich ruf' zu dir, Herr Jesu Christ
- BWV 640 — In dich hab' ich gehoffet, Herr
- BWV 641 — Wenn wir in höchsten Nöten sein
- BWV 642 — Wer nur den lieben Gott läßt walten
- BWV 643 — Alle Menschen müssen sterben
- BWV 644 — Ach wie nichtig, ach wie flüchtig

### Хоральні прелюди II:Шюблеровські хорали(645—650)
- BWV 645 — Wachet auf, ruft uns die Stimme
- BWV 646 — Wo soll ich fliehen hin (или Auf meinen lieben Gott)
- BWV 647 — Wer nur den lieben Gott läßt walten
- BWV 648 — Meine Seele erhebt den Herren
- BWV 649 — Ach, bleib bei uns, Herr Jesu Christ
- BWV 650 — Kommst du nun, Jesu, vom Himmel herunter

### Хоральні прелюди III:Лейпцигські хорали(651—668)
- BWV 651 — Фантазія на Komm, Heiliger Geist, Herre Gott
- BWV 651a — Фантазія (Прелюдія) на Komm, Heiliger Geist, Herre Gott (рання веймарська редакція BWV 651)
- BWV 652 — Komm, Heiliger Geist, Herre Gott
- BWV 652a — Komm, Heiliger Geist, Herre Gott (рання веймарська редакція BWV 652)
- BWV 653 — An Wasserflüssen Babylon
- BWV 653a — An Wasserflüssen Babylon alio modo a 4 (рання веймарська редакція BWV 653)
- BWV 653b — An Wasserflüssen Babylon (оригінальна веймарська редакція BWV 653)
- BWV 654 — Schmücke dich, o liebe Seele
- BWV 654a — Schmücke dich, o liebe Seele (рання веймарська редакція BWV 654)
- BWV 655 — Тріо на Herr Jesu Christ, dich zu uns wend'
- BWV 655a — Тріо на Herr Jesu Christ, dich zu uns wend' (рання веймарська редакція BWV 655)
- BWV 655b — Herr Jesu Christ, dich zu uns wend'
- BWV 655c — Herr Jesu Christ, dich zu uns wend'
- BWV 656 — O Lamm Gottes, unschuldig
- BWV 656a — O Lamm Gottes, unschuldig (рання веймарська редакція BWV 656)
- BWV 657 — Nun danket alle Gott (рання веймарсько-лейпцигська редакція)
- BWV 658 — Von Gott will ich nicht lassen
- BWV 658a — Fantasia super: Von Gott will ich nicht lassen (рання веймарська редакція BWV 658)
- BWV 659 — Nun komm, der Heiden Heiland
- BWV 659a — Fantasia super: Nun komm, der Heiden Heiland (рання веймарська редакція BWV 659)
- BWV 660 — Trio super: Nun komm, der Heiden Heiland
- BWV 660a — Nun komm, der Heiden Heiland (рання веймарська редакція BWV 660)
- BWV 660b — Nun komm, der Heiden Heiland
- BWV 661 — Nun komm, der Heiden Heiland
- BWV 661a — Nun komm, der Heiden Heiland (рання веймарська редакція BWV 661)
- BWV 662 — Allein Gott in der Höh' sei Ehr'
- BWV 662a — Allein Gott in der Höh' sei Ehr' (рання веймарська редакція BWV 662)
- BWV 663 — Allein Gott in der Höh' sei Ehr'
- BWV 663a — Allein Gott in der Höh' sei Ehr' (рання веймарська редакція BWV 663)
- BWV 664 — Trio на Allein Gott in der Höh' sei Ehr'
- BWV 664a/b — Trio на Allein Gott in der Höh' sei Ehr' (рання веймарська редакція/начерк BWV 664)
- BWV 665 — Jesus Christus, unser Heiland
- BWV 665a — Jesus Christus, unser Heiland (in organo pleno) (рання веймарська редакція BWV 665)
- BWV 666 — Jesus Christus, unser Heiland (alio modo)
- BWV 666a — Jesus Christus, unser Heiland (рання веймарська редакція BWV 666)
- BWV 667 — Komm, Gott Schöpfer, heiliger Geist
- BWV 667a/b — Komm, Gott Schöpfer, heiliger Geist (ранні веймарські редакції BWV 667)
- BWV 668 — Vor deinen Thron tret' ich (фрагмент)
- BWV 668a — Wenn wir in höchsten Nöten (Diktatschrift: Fragment)

### Хоральні прелюди IV: «Німецька органна Меса», III том збірника Clavier-Übung (669—689)
- BWV 669 — Kyrie (Велика версія) — Kyrie, Gott Vater in Ewigkeit
- BWV 670 — Kyrie (Велика версія) — Christe, aller Welt Trost
- BWV 671 — Kyrie (Велика версія) — Kyrie, Gott heiliger Geist
- BWV 672 — Kyrie (маленька версія) — Kyrie, Gott Vater in Ewigkeit
- BWV 673 — Kyrie (маленька версія) — Christe, aller Welt Trost
- BWV 674 — Kyrie (маленька версія) — Kyrie, Gott heiliger Geist
- BWV 675 — Gloria — Allein Gott in der Höh' sei Ehr' (маленька версія)
- BWV 676 — Gloria — Allein Gott in der Höh' sei Ehr' (Велика версія)
- BWV 677 — Gloria — Фугета на Allein Gott in der Höh' sei Ehr' (маленька версія)
- BWV 678 — Десять заповідей — Dies sind die heil'gen zehn Gebot' (Велика версія)
- BWV 679 — Десять заповідей — Фугета на Dies sind die heil'gen zehn Gebot' (маленька версія)
- BWV 680 — Credo — Wir glauben all' an einen Gott (Велика версія)
- BWV 681 — Credo — Фугета на Wir glauben all' an einen Gott (маленька версія)
- BWV 682 — Отче наш — Vater unser im Himmelreich (Велика версія)
- BWV 683 — Отче наш — Vater unser im Himmelreich (маленька версія)
- BWV 683a — Отче наш — Vater unser im Himmelreich (маленька версія, варіант BWV 683)
- BWV 684 — Хрещення — Christ, unser Herr, zum Jordan kam (Велика версія)
- BWV 685 — Хрещення — Christ, unser Herr, zum Jordan kam (маленькая версія)
- BWV 686 — Покаяння — Aus tiefer Not schrei ich zu dir (Велика версія)
- BWV 687 — Покаяння — Aus tiefer Not schrei ich zu dir (маленька версія)
- BWV 688 — Причастиние — Jesus Christus, unser Heiland, der von uns den Zorn Gottes wandt (Велика версія)
- BWV 689 — Причастиние — Фуга на Jesus Christus, unser Heiland (маленька версія)

### Хоральні прелюди V:Кирнбергерські хоральні прелюди(690—713)
- BWV 690 — Wer nur den lieben Gott läßt walten
- BWV 691 — Wer nur den lieben Gott läßt walten
- BWV 691a — Wer nur den lieben Gott läßt walten
- BWV 692 — Ach, Gott und Herr (помилково, створено Йоганном Готфридом Вальтером)
- BWV 692a — Ach, Gott und Herr (помилково, створено Йоганном Готфридом Вальтером)
- BWV 693 — Ach, Gott und Herr (помилково, створено Йоганном Готфридом Вальтером)
- BWV 694 — Wo soll ich fliehen hin
- BWV 695 — Christ lag in Todesbanden
- BWV 695a — Christ lag in Todesbanden
- BWV 696 — Фугета: Christum wir sollen loben schon
- BWV 697 — Фугета: Gelobet seist du, Jesu Christ
- BWV 698 — Фугета: Herr Christ, der ein'ge Gottes-Sohn
- BWV 699 — Фугета: Nun komm, der Heiden Heiland
- BWV 700 — Vom Himmel hoch, da komm' ich her
- BWV 701 — Фугета: Vom Himmel hoch, da komm' ich her
- BWV 702 — Фугета: Das Jesulein soll doch mein Trost
- BWV 703 — Фугета: Gottes-Sohn ist kommen
- BWV 704 — Фугета: Lob sei dem allmächtigen Gott
- BWV 705 — Durch Adams Fall ist ganz verderbt
- BWV 706 — Liebster Jesu, wir sind hier
- BWV 707 — Ich hab' mein' Sach' Gott heimgestellt
- BWV 708 — Ich hab' mein' Sach' Gott heimgestellt
- BWV 708a — Ich hab' mein' Sach' Gott heimgestellt
- BWV 709 — Herr Jesu Christ, dich zu uns wend'
- BWV 710 — Wir Christenleut'
- BWV 711 — Allein Gott in der Höh' sei Ehr'
- BWV 712 — In dich hab' ich gehoffet, Herr
- BWV 713 — Фантазія: Jesu, meine Freude
- BWV 713a — Фантазія: Jesu, meine Freude

### Різні хоральні прелюди (714—764)
- BWV 714 — Ach Gott und Herr
- BWV 715 — Allein Gott in der Höh sei Ehr
- BWV 716 — Fuga super Allein Gott in der Höh sei Ehr
- BWV 717 — Allein Gott in der Höh sei Ehr'
- BWV 718 — Christ lag in Todes banden
- BWV 719 — Der Tag, der ist so freudenreich
- BWV 720 — Ein feste Burg ist unser Gott
- BWV 721 — Erbarm dich mein, o Herre Gott
- BWV 722 — Gelobet seist du, Jesu Christ
- BWV 723 — Gelobet seist du, Jesu Christ
- BWV 724 — Gott, durch deine Güte (Gottes Sohn ist kommen)
- BWV 725 — Herr Gott, dich loben wir
- BWV 726 — Herr Jesu Christ, dich zu uns wend
- BWV 727 — Herzlich tut mich verlangen
- BWV 728 — Jesus, meine Zuversicht (з Нотного зошита Анни Магдалени Бах)
- BWV 729 — In dulci jubilo
- BWV 730 — Liebster Jesu, wir sind hier
- BWV 731 — Liebster Jesu, wir sind hier
- BWV 732 — Lobt Gott, ihr Christen, allzugleich
- BWV 733 — Meine Seele erhebt den Herren (Магніфікат)
- BWV 734 — Nun freut euch, lieben Christen/Es ist gewisslich an der Zeit
- BWV 735 — Valet will ich dir geben
- BWV 736 — Valet will ich dir geben
- BWV 737 — Vater unser im Himmelreich
- BWV 738 — Von Himmel hoch, da komm' ich her
- BWV 738a — Von Himmel hoch, da komm' ich her (варіант)
- BWV 739 — Wie schön leuchtet der Morgenstern
- BWV 740 — Wir glauben all' an einen Gott, Vater (помилково)
- BWV 741 — Ach Gott, von Himmel sieh' darein
- BWV 742 — Ach Herr, mich armen Sünder
- BWV 743 — Ach, was ist doch unser Leben
- BWV 744 — Auf meinen lieben Gott (помилково, можливо, належить Йоганну Тобиасу Кребсу)
- BWV 745 — Aus der Tiefe rufe ich (помилково, належить К. Ф. Е. Баху)
- BWV 746 — Christ ist erstanden (помилково, належить Й. К. Ф. Фішеру)
- BWV 747 — Christus, der uns selig macht
- BWV 748 — Gott der Vater wohn' uns bei (помилково, належить Йоганну Готфриду Вальтеру)
- BWV 748a — Gott der Vater wohn' uns bei
- BWV 749 — Herr Jesu Christ, dich zu uns wend'
- BWV 750 — Herr Jesu Christ, mein's Lebens Licht
- BWV 751 — In dulci jubilo
- BWV 752 — Jesu, der du meine Seele
- BWV 753 — Jesu, meine Freude
- BWV 754 — Liebster Jesu, wir sind hier
- BWV 755 — Nun freut euch, lieben Christen
- BWV 756 — Nun ruhen alle Wälder
- BWV 757 — O Herre Gott, dein göttlich's Wort
- BWV 758 — O Vater, allmächtiger Gott
- BWV 759 — Schmücke dich, o liebe Seele (помилково, створено Гомилиусом)
- BWV 760 — Vater unser im Himmelreich (помилково, створено Георгом Бьомом)
- BWV 761 — Vater unser im Himmelreich (помилково, створено Георгом Бьомом)
- BWV 762 — Vater unser im Himmelreich
- BWV 763 — Wie schön leuchtet der Morgenstern
- BWV 764 — Wie schön leuchtet der Morgernstern

### Партитиі хоральніваріації(765—771)
- BWV 765 — Хоральна партита «Wir glauben all' an einen Gott» (помилково)
- BWV 766 — Хоральна партита «Christ, der du bist der helle Tag» фа мінор
- BWV 767 — Хоральна партита «O Gott, du frommer Gott» до мінор
- BWV 768 — Хоральна партита «Sei gegrüsset, Jesu gütig» соль мінор
- BWV 769 — Канонічні варіації на «Vom Himmel hoch, da komm' ich her»
- BWV 770 — Хоральні варіації «Ach, was soll ich Sünder machen» (помилково)
- BWV 771 — Хоральні варіації «Allein Gott in der Höh' sei Ehr'» (помилково, можливо, належить Веттеру)

## Твори дляклавесина

### Двохголосні і трьохголосні інвенції(772—801)

#### Двохголосніінвенції(772—786)
- BWV 772 — № 1 до мажор
- BWV 772a — № 2 до мажор (альтернативна версія BWV 772)
- BWV 773 — № 2 до мінор
- BWV 774 — № 3 ре мажор
- BWV 775 — № 4 ре мінор
- BWV 776 — № 5 мі-бемоль мажор
- BWV 777 — № 6 мі мажор
- BWV 778 — № 7 мі мінор
- BWV 779 — № 8 фа мажор
- BWV 780 — № 9 фа мінор
- BWV 781 — № 10 соль мажор
- BWV 782 — № 11 соль мінор
- BWV 783 — № 12 ля мажор
- BWV 784 — № 13 ля мінор
- BWV 785 — № 14 сі-бемоль мажор
- BWV 786 — № 15 сі мінор

#### Трьохголосні інвенції (787—801)
- BWV 787 — № 1 до мажор
- BWV 788 — № 2 до мінор
- BWV 789 — № 3 ре мажор
- BWV 790 — № 4 ре мінор
- BWV 791 — № 5 мі-бемоль мажор
- BWV 792 — № 6 мі мажор
- BWV 793 — № 7 мі мінор
- BWV 794 — № 8 фа мажор
- BWV 795 — № 9 фа мінор
- BWV 796 — № 10 соль мажор
- BWV 797 — № 11 соль мінор
- BWV 798 — № 12 ля мажор
- BWV 799 — № 13 ля мінор
- BWV 800 — № 14 сі-бемоль мажор
- BWV 801 — № 15 сі мінор

### Чотири дуети зі збірника Clavier-Übung III (802—805)
- BWV 802 — фа мінор
- BWV 803 — фа мажор
- BWV 804 — соль мажор
- BWV 805 — ля мінор

### Англійські сюїти(806—811)
- BWV 806 — № 1 ля мажор
- BWV 807 — № 2 ля мінор
- BWV 808 — № 3 соль мажор
- BWV 809 — № 4 фа мажор
- BWV 810 — № 5 мі мінор
- BWV 811 — № 6 ре мінор

### Французькі сюїти(812—817)
- BWV 812 — № 1 ре мінор
- BWV 813 — № 2 до мінор
- BWV 814 — № 3 сі мінор
- BWV 815 — № 4 мі-бемоль мажор
- BWV 815a — № 4 мі-бемоль мажор (кілька додаткових частин)
- BWV 816 — № 5 соль мажор
- BWV 817 — № 6 мі мажор

### Різні сюїти (818—824)
- BWV 818 — Сюїта ля мінор
- BWV 818a — Сюїта ля мінор (альтернативна версія BWV 818)
- BWV 819 — Сюїта мі-бемоль мажор
- BWV 819a — Сюїта мі-бемоль мажор (альтернативна версія першої частини BWV 819)
- BWV 820 — Увертюра (Сюїта) фа мажор
- BWV 821 — Сюїта сі-бемоль мажор
- BWV 822 — Сюїта соль мінор
- BWV 823 — Сюїта фа мінор
- BWV 824 — Сюїта ля мінор

### Клавірніпартитизі збірника Clavier-Übung I (825—830)
- BWV 825 — № 1 сі-бемоль мажор
- BWV 826 — № 2 до мінор
- BWV 827 — № 3 ля мінор
- BWV 828 — № 4 ре мажор
- BWV 829 — № 5 соль мажор
- BWV 830 — № 6 мі мінор

### Французька увертюра зі збірника Clavier-Übung II (831)
- BWV 831 — Увертюра у французькому стилі сі мінор

### Частини сюїт (832—845)
- BWV 832 — Партита ля мажор
- BWV 833 — Прелюдія і партита фа мажор
- BWV 834 — Алеманда до мінор
- BWV 835 — Алеманда ля мінор
- BWV 836 — Алеманда соль мінор
- BWV 837 — Алеманда соль мінор
- BWV 838 — Алеманда і куранта соль мажор
- BWV 839 — Сарабанда соль мінор
- BWV 840 — Куранта соль мажор
- BWV 841 — Менует соль мажор (з Нотного зошита Анни Магдалени Бах)
- BWV 842 — Менует соль мінор
- BWV 843 — Менует соль мажор
- BWV 844 — Скерцо ре мінор
- BWV 844a — Скерцо ре мінор (альтернативна версія BWV 844)
- BWV 845 — Жига фа мінор

### Добре темперований клавір(846—893)

#### Том 1 (846—869)
- BWV 846 — Прелюдія і фуга № 1 до мажор
- BWV 846a — Прелюдія і фуга № 1 до мажор (альтернативна версія BWV 846)
- BWV 847 — Прелюдія і фуга № 2 до мінор
- BWV 848 — Прелюдія і фуга № 3 до-дієз мажор
- BWV 849 — Прелюдія і фуга № 4 до-дієз мінор
- BWV 850 — Прелюдія і фуга № 5 ре мажор
- BWV 851 — Прелюдія і фуга № 6 ре мінор
- BWV 852 — Прелюдія і фуга № 7 мі-бемоль мажор
- BWV 853 — Прелюдія і фуга № 8 мі-бемоль мінор
- BWV 854 — Прелюдія і фуга № 9 мі мажор
- BWV 855 — Прелюдія і фуга № 10 мі мінор
- BWV 855a — Прелюдія і фуга № 10 мі мінор (альтернативна версія BWV 855)
- BWV 856 — Прелюдія і фуга № 11 фа мажор
- BWV 857 — Прелюдія і фуга № 12 фа мінор
- BWV 858 — Прелюдія і фуга № 13 фа-дієз мажор
- BWV 859 — Прелюдія і фуга № 14 фа-дієз мінор
- BWV 860 — Прелюдія і фуга № 15 соль мажор
- BWV 861 — Прелюдія і фуга № 16 соль мінор
- BWV 862 — Прелюдія і фуга № 17 ля-бемоль мажор
- BWV 863 — Прелюдія і фуга № 18 соль-дієз мінор
- BWV 864 — Прелюдія і фуга № 19 ля мажор
- BWV 865 — Прелюдія і фуга № 20 ля мінор
- BWV 866 — Прелюдія і фуга № 21 сі-бемоль мажор
- BWV 867 — Прелюдія і фуга № 22 сі-бемоль мінор
- BWV 868 — Прелюдія і фуга № 23 сі мажор
- BWV 869 — Прелюдія і фуга № 24 сі мінор

#### Том 2 (870—893)
- BWV 870 — Прелюдія і фуга № 1 до мажор
- BWV 870a — Прелюдія і фуга № 1 до мажор (альтернативна версія BWV 870)
- BWV 870b — Прелюдія до мажор (альтернативна версія BWV 870)
- BWV 871 — Прелюдія і фуга № 2 до мінор
- BWV 872 — Прелюдія і фуга № 3 до-дієз мажор
- BWV 872a — Прелюдія і фуга № 3 до-дієз мажор (альтернативна версія BWV 872)
- BWV 873 — Прелюдія і фуга № 4 до-дієз мінор
- BWV 874 — Прелюдія і фуга № 5 ре мажор
- BWV 875 — Прелюдія і фуга № 6 ре мінор
- BWV 875a — Прелюдія ре мінор (альтернативна версія BWV 875)
- BWV 876 — Прелюдія і фуга № 7 мі-бемоль мажор
- BWV 877 — Прелюдія і фуга № 8 ре-дієз мінор
- BWV 878 — Прелюдія і фуга № 9 мі мажор
- BWV 879 — Прелюдія і фуга № 10 мі мінор
- BWV 880 — Прелюдія і фуга № 11 фа мажор
- BWV 881 — Прелюдія і фуга № 12 фа мінор
- BWV 882 — Прелюдія і фуга № 13 фа-дієз мажор
- BWV 883 — Прелюдія і фуга № 14 фа-дієз мінор
- BWV 884 — Прелюдія і фуга № 15 соль мажор
- BWV 885 — Прелюдія і фуга № 16 соль мінор
- BWV 886 — Прелюдія і фуга № 17 ля-бемоль мажор
- BWV 887 — Прелюдія і фуга № 18 соль-дієз мінор
- BWV 888 — Прелюдія і фуга № 19 ля мажор
- BWV 889 — Прелюдія і фуга № 20 ля мінор
- BWV 890 — Прелюдія і фуга № 21 сі-бемоль мажор
- BWV 891 — Прелюдія і фуга № 22 сі-бемоль мінор
- BWV 892 — Прелюдія і фуга № 23 сі мажор
- BWV 893 — Прелюдія і фуга № 24 сі мінор

### Прелюдії,токати,фантазіїіфуги(894—923)
- BWV 894 — Прелюдія і фуга ля мінор
- BWV 895 — Прелюдія і фуга ля мінор
- BWV 896 — Прелюдія і фуга ля мажор
- BWV 897 — Прелюдія і фуга ля мінор
- BWV 898 — Прелюдія і фуга сі-бемоль мажор на тему BACH (сумнівно)
- BWV 899 — Прелюдія і фугета ре мінор
- BWV 900 — Прелюдія і фугета мі мінор
- BWV 901 — Прелюдія і фугета фа мажор
- BWV 902 — Прелюдія і фугета соль мажор
- BWV 902a — Прелюдія соль мажор (альтернативна версія BWV 902)
- BWV 903 — Хроматична Фантазія і фуга ре мінор
- BWV 903a — Хроматична Фантазія ре мінор (альтернативна версія BWV 903)
- BWV 904 — Фантазія і фуга ля мінор
- BWV 905 — Фантазія і фуга ре мінор
- BWV 906 — Фантазія і фуга до мінор
- BWV 907 — Фантазія і фугета сі-бемоль мажор
- BWV 908 — Фантазія і фугета ре мажор
- BWV 909 — Концерт і фуга до мінор
- BWV 910 — Токата фа-дієз мінор
- BWV 911 — Токата до мінор
- BWV 912 — Токата ре мажор
- BWV 913 — Токата ре мінор
- BWV 914 — Токата мі мінор
- BWV 915 — Токата соль мінор
- BWV 916 — Токата соль мажор
- BWV 917 — Фантазія соль мінор
- BWV 918 — Фантазія до мінор
- BWV 919 — Фантазія до мінор
- BWV 920 — Фантазія соль мінор
- BWV 921 — Прелюдія до мінор
- BWV 922 — Прелюдія ля мінор
- BWV 923 — Прелюдія сі мінор (помилково, імовірно, написана Вільгельмом Ієронімом Пахельбелем)

### Маленькі прелюдії з Нотного зошита Вільгельма Фрідемана Баха (924—932)
- BWV 924 — Прелюдія до мажор
- BWV 924a — Прелюдія до мажор (альтернативна версія BWV 924)
- BWV 925 — Прелюдія ре мажор
- BWV 926 — Прелюдія ре мінор
- BWV 927 — Преамбула фа мажор
- BWV 928 — Прелюдія фа мажор
- BWV 929 — Прелюдія соль мінор
- BWV 930 — Прелюдія соль мінор
- BWV 931 — Прелюдія ля мінор
- BWV 932 — Прелюдія мі мінор

### Шість маленьких прелюдій (933—938)
- BWV 933 — До мажор
- BWV 934 — До мінор
- BWV 935 — Ре мінор
- BWV 936 — Ре мажор
- BWV 937 — мі мажор
- BWV 938 — мі мінор

### П'ять прелюдій з колекції Йоганна Петера Келлнера (939—943)
- BWV 939 — До мажор
- BWV 940 — Ре мінор
- BWV 941 — мі мінор
- BWV 942 — Ля мінор
- BWV 943 — До мажор

### Фуги і фугети (944—962)
- BWV 944 — Фуга ля мінор
- BWV 945 — Фуга мі мінор
- BWV 946 — Фуга до мажор
- BWV 947 — Фуга ля мінор
- BWV 948 — Фуга ре мінор
- BWV 949 — Фуга ля мажор
- BWV 950 — Фуга ля мажор на тему Альбіноні
- BWV 951 — Фуга сі мінор на тему Альбіноні
- BWV 951a — Фуга сі мінор (альтернативна версія BWV 951)
- BWV 952 — Фуга до мажор
- BWV 953 — Фуга до мажор
- BWV 954 — Фуга сі-бемоль мажор на тему Рейнкена
- BWV 955 — Фуга сі-бемоль мажор
- BWV 956 — Фуга мі мінор
- BWV 957 — Фуга соль мажор
- BWV 958 — Фуга ля мінор
- BWV 959 — Фуга ля мінор
- BWV 960 — Фуга мі мінор
- BWV 961 — Фугета до мінор
- BWV 962 — Фугета мі мінор

### Сонатиі їхні частини (963—970)
- BWV 963 — Соната ре мажор
- BWV 964 — Соната ре мінор (перекладення сонати № 2 для скрипки соло, BWV 1003)
- BWV 965 — Соната ля мінор (по Hortus Musicus Рейнкена, №№ 1—5)
- BWV 966 — Соната до мажор (по Hortus Musicus Рейнкена, №№ 11—15)
- BWV 967 — Соната ля мінор (тільки одна частина, перекладення сонати невідомого автора)
- BWV 968 — Адажіо соль мажор (по першій частини сонати № 3 для скрипки соло, BWV 1005)
- BWV 969 — Анданте соль мінор
- BWV 970 — Престо ре мінор

### Італійський концертзі збірника Clavier-Übung II (971)
- BWV 971 — Італійський концерт фа мажор

### Перекладання концертів інших композиторів для клавіру (972—987)
- BWV 972 — Концерт ре мажор (перекладення концерту Вівальді Op. 3/7 RV567)
- BWV 973 — Концерт соль мажор (перекладення концерту Вівальді Op. 7/2 RV188)
- BWV 974 — Концерт ре мінор (перекладення концерту ре мінор для гобоя Марчелло)
- BWV 975 — Концерт соль мінор (перекладення концерту Вівальді Op. 4/6 RV316a)
- BWV 976 — Концерт до мажор (перекладення концерту Вівальді Op. 3/12 RV265)
- BWV 977 — Концерт до мажор (джерело невідоме, можливо, перекладення концерту Марчелло)
- BWV 978 — Концерт фа мажор (перекладення концерту Вівальді Op. 3/3 RV310)
- BWV 979 — Концерт сі мінор (джерело невідоме, можливо, перекладення концерту Тореллі для скрипки)
- BWV 980 — Концерт соль мажор (перекладення концерту Вівальді Op. 4/1 RV383a)
- BWV 981 — Концерт до мінор (можливо, преложение концерту Марчелло Op. 1/2)
- BWV 982 — Концерт сі-бемоль мажор (перекладення концерту графа Йоганна Ернста Op. 1/1)
- BWV 983 — Концерт соль мінор (джерело невідоме)
- BWV 984 — Концерт до мажор (перекладення концерту графа Йоганна Ернста) (див. BWV 595 органної версії)
- BWV 985 — Концерт соль мінор (перекладення концерту Телемана)
- BWV 986 — Концерт соль мажор (перекладення концерту, що приписують Телеману)
- BWV 987 — Концерт ре мінор (перекладення концерту графа Йоганна Ернста Op. 1/4)

### Варіаціїі інші твори для клавіру (988—994)
- BWV 988 — Гольдберг-варіації (арія с 30 варіаціями, надрукована в збірнику Clavier-Übung IV)
- BWV 989 — Арія с варіаціями в італійському стилі, ля мінор
- BWV 990 — Сарабанда з партити до мажор (адаптація увертюри к «Беллеруфону» (1679) Люллі)
- BWV 991 — Арія с варіаціями до мінор (не завершена, з Нотного зошита Анни Магдалени Бах)
- BWV 992 — Каприччо на від'їзд любого брата сі-бемоль мажор
- BWV 993 — Каприччо мі мажор
- BWV 994 — Аплікація до мажор (з Нотного зошита Вільгельма Фрідемана Баха)

## Твори для солюючих неклавішних інструментів

### Твори длялютнісоло (995—1000)
- BWV 995 — Сюїта соль мінор (транскрипція сюїти № 5 для віолончелі, BWV 1011)
- BWV 996 — Сюїта мі мінор
- BWV 997 — Сюїта до мінор
- BWV 998 — Прелюдія, фуга і алегро мі-бемоль мажор
- BWV 999 — Прелюдія до мінор
- BWV 1000 — Фуга соль мінор

### Сонати і партити дляскрипкисоло (1001—1006)
- BWV 1001 — Соната № 1 соль мінор
- BWV 1002 — Партита № 1 сі мінор
- BWV 1003 — Соната № 2 ля мінор
- BWV 1004 — Партита № 2 ре мінор
- BWV 1005 — Соната № 3 до мажор
- BWV 1006 — Партита № 3 мі мажор
- BWV 1006a — Сюїта мі мажор для лютні (транскрипція скрипкової партити № 3, BWV 1006)

### Сюїти длявіолончелісоло (1007—1012)
- BWV 1007 — № 1 соль мажор
- BWV 1008 — № 2 ре мінор
- BWV 1009 — № 3 до мажор
- BWV 1010 — № 4 мі-бемоль мажор
- BWV 1011 — № 5 до мінор
- BWV 1012 — № 6 ре мажор

### Партита дляфлейтисоло (1013)
- BWV 1013 — Партита ля мінор

## Твори для дуету клавесина з іншим інструментом

### Твори для скрипки і клавіру (1014—1026)
- BWV 1014 — Соната для скрипки і клавіру сі мінор
- BWV 1015 — Соната для скрипки і клавіру ля мажор
- BWV 1016 — Соната для скрипки і клавіру мі мажор
- BWV 1017 — Соната для скрипки і клавіру до мінор
- BWV 1018 — Соната для скрипки і клавіру фа мінор
- BWV 1018a — Адажіо для скрипки і клавіру фа мінор (ранняя версія 3 частини BWV 1018)
- BWV 1019 — Соната для скрипки і клавіру соль мажор
- BWV 1019a — Соната для скрипки і клавіру соль мажор (ранняя версія BWV 1019)
- BWV 1020 — Соната для скрипки (или флейти) і клавесина соль мажор (сегодня её приписывают К. Ф. Е. Баху — H 542.5)
- BWV 1021 — Соната для скрипки і генерал-баса соль мажор
- BWV 1022 — Соната для скрипки і клавіру фа мажор (сумнівно)
- BWV 1023 — Соната для скрипки і генерал-баса мі мінор
- BWV 1024 — Соната для скрипки і генерал-баса до мінор (сумнівно)
- BWV 1025 — Сюїта для скрипки і клавіру ля мінор (сумнівно)
- BWV 1026 — Фуга для скрипки і клавіру соль мінор (сумнівно)

### Сонати длявиоли да гамбаі клавіру (1027—1029)
- BWV 1027 — № 1 соль мажор (перекладення BWV 1039)
- BWV 1027a — Тріо соль мажор для органа (перекладення 4 частини BWV 1027)
- BWV 1028 — № 2 ре мажор
- BWV 1029 — № 3 соль мінор

### Сонати для флейти і клавіру (1030—1035)
- BWV 1030 — Соната для флейти і клавіру сі мінор
- BWV 1030b — Соната соль мінор для клавіру і невідомого інструмента (ймовірно, гобоя або віоли да гамба) — рання версія BWV 1030, тільки клавірна партія якої збереглася
- BWV 1031 — Соната для флейти і клавіру мі-бемоль мажор
- BWV 1032 — Соната для флейти і клавіру ля мажор
- BWV 1033 — Соната для флейти і генерал-баса до мажор
- BWV 1034 — Соната для флейти і генерал-баса мі мінор
- BWV 1035 — Соната для флейти і генерал-баса мі мажор

### Тріо-сонати(1036—1040)
- BWV 1036 — Ре мінор для двох скрипок і клавіру
- BWV 1037 — До мажор для двох скрипок і клавіру
- BWV 1038 — Соль мажор для флейти, скрипки і клавіру
- BWV 1039 — Соль мажор для двох флейт і генерал-баса
- BWV 1040 — Фа мажор для гобоя, скрипки і генерал-баса

## Концерти і сюїти дляоркестра

### Скрипкові концерті (1041—1045)
- BWV 1041 — Скрипковий концерт ля мінор
- BWV 1042 — Скрипковий концерт мі мажор
- BWV 1043 — Концерт для двох скрипок ре мінор
- BWV 1044 — Концерт для флейти, скрипки і клавіру ля мінор «Потрійний концерт») — адаптация клавірних прелюдії і фуги ля мінор BWV 894 (частини 1 і 3) і середньої частини органної сонати ре мінор BWV 527 (часть 2).
- BWV 1045 — Частина скрипкового концерту ре мажор
- BWV 1056 — Скрипковий концерт соль мінор (під BWV 1056 значиться концерт для клавіру і струнних фа мінор, котрий вважається перекладенням втраченого скрипкового концерту;Цей твір часто  виконують саме як скрипковий концерт соль мінор)

### Бранденбурзькі концерти(1046—1051)
- BWV 1046 — Бранденбурзький концерт № 1
  - Allegro, Adagio, Allegro, Adagio і Allegro, Menuetto, Polacca.
- BWV 1046a — Трьохголосна інвенція фа мажор (ранняя версія BWV 1046)
- BWV 1047 — Бранденбурзький концерт № 2 фа мажор
  - Allegro, Andante, Allegro assai.
- BWV 1048 — Бранденбурзький концерт № 3 соль мажор
  - Allegro, Adagio, Allegro.
- BWV 1049 — Бранденбурзький концерт № 4 in соль мажор
  - Allegro, Andante, Presto.
- BWV 1050 — Бранденбурзький концерт № 5 in ре мажор
  - Allegro, Affettuoso, Allegro.
- BWV 1050a — Концерт ре мажор (ранняя версія BWV 1050)
- BWV 1051 — Бранденбурзський концерт № 6 сі-бемоль мажор
  - Allegro, Allegro ma non tanto, Allegro.

### Концерти для клавесина (1052—1065)
- BWV 1052 — Концерт для клавесина і струнних ре мінор (перекладення втраченого скрипкового концерту)
- BWV 1053 — Концерт для клавесина і струнних мі мажор (можливо, перекладення втраченого концерту для гобоя)
- BWV 1054 — Концерт для клавесина і струнних ре мажор (перекладення скрипкового концерту BWV 1042)
- BWV 1055 — Концерт для клавесина і струнних ля мажор (перекладення втраченого концерту)
- BWV 1056 — Концерт для клавесина і струнних фа мінор (можливо, перекладення втраченого скрипкового концерту)
- BWV 1057 — Концерт для клавесина, 2 блокфлейт і струнних фа мажор (перекладення Бранденбургского концерту № 4, BWV 1049)
- BWV 1058 — Концерт для клавесина і струнних соль мінор (перекладення скрипкового концерту BWV 1041)
- BWV 1059 — Фрагмент концерту длиной в 10 тактов.
- BWV 1060 — Концерт для 2 клавесинов і струнних до мінор (перекладення втраченого концерту для скрипки і гобоя)
- BWV 1061 — Концерт для 2 клавесинов і струнних до мажор (оригинальная версія для 2 клавесинов — BWV 1061a)
- BWV 1062 — Концерт для 2 клавесинов і струнних до мінор (перекладення концерту для 2 скрипок BWV 1043)
- BWV 1063 — Концерт для 3 клавесинов і струнних ре мінор
- BWV 1064 — Концерт для 3 клавесинов і струнних до мажор (перекладення втраченого концерту для 3 скрипок)
- BWV 1065 — Концерт для 4 клавесинов і струнних ля мінор (перекладення концерту для 4 скрипок Вівальді Op. 3/10, RV580)

### Сюїти для оркестру (1066 — 1071)
- BWV 1066 — Сюїта для оркестру № 1 до мажор (для дерев'яних духових, струнних і генерал-баса)
  - Увертюра, куранта, гавоти I і II, форлана, менуети I і II, бурре I і II, паспье I і II.
- BWV 1067 — Сюїта для оркестру № 2 сі мінор (для флейти, струнних і генерал-баса)
  - Увертюра, рондо, сарабанда, бурре I і II, полонез, менует, скерцо.
- BWV 1068 — Сюїта для оркестру № 3 ре мажор (для гобоїв, труб, литавр, струнних і генерал-баса)
  - Увертюра, арія, гавоты I і II, бурре, жига.
- BWV 1069 — Сюїта для оркестру № 4 ре мажор (для гобоїв, фагота, труб, литавр, струнних і генерал-баса)
  - Увертюра, буре I і II, гавот, менуети I і II, rejouissance («свято»).
- BWV 1070 — Сюїта для оркестру соль мінор (помилково, В. Ф. Бах)
- BWV 1071 — Трьохголосна інвенція фа мажор (раніше

згрупована із с оркестровими Сюїтами, нині відома як BWV 1046a)

## Канони(1072 — 1078)
- BWV 1072 — Canon trias harmonica a 8
- BWV 1073 — Canon a 4 perpetuus
- BWV 1074 — Canon a 4
- BWV 1075 — Canon a 2 perpetuus
- BWV 1076 — Canon triplex a 6
- BWV 1077 — Canone doppio sopr'il soggetto
- BWV 1078 — Canon super fa mi a 7 post tempus misicum

## ПізніконтрапунктичніТвори (1079 — 1080)
- BWV 1079 — Музичне принешення (Musikalisches Opfer)
- BWV 1080 — Мистецтво фуги (Die Kunst der Fuge)

## Твори, відкриті після первісного складання списку

### Різне (BWV 1081 — 1089)
- BWV 1081 — Credo in unum Deum фа мажор (для хора)
- BWV 1082 — Suscepit Israel puerum suum (для хора)
- BWV 1083 — Tilge, Höchster, meine Sünden (мотет, пародія на «Stabat Mater» Перголези)
- BWV 1084 — O hilf, Christe, Gottes Sohn (хорал)
- BWV 1085 — O Lamm Gottes, unschuldig (хоральна Прелюдія)
- BWV 1086 — Canon concordia discors (для органа)
- BWV 1087 — 14 канонів на перші 8 нот теми Гольдберг-варіацій
- BWV 1088 — So heb ich denn mein Auge sehnlich auf (арія для баса)
- BWV 1089 — Da Jesus an dem Kreutze stund (хорал)

### Ноймейстерські хорали(BWV 1090 — 1120)
- BWV 1090 — Wir Christenleut
- BWV 1091 — Das alte Jahr vergangen ist
- BWV 1092 — Herr Gott, nun schleuß den Himmel auf
- BWV 1093 — Herzliebster Jesu, was hast du verbrochen
- BWV 1094 — O Jesu, wie ist dein Gestalt
- BWV 1095 — O Lamm Gottes unschuldig
- BWV 1096 — Christe, der du bist Tag und Licht (або Wir danken dir, Herr Jesu Christ)
- BWV 1097 — Ehre sei dir, Christe, der du leidest Not
- BWV 1098 — Wir glauben all an einen Gott
- BWV 1099 — Aus tiefer Not schrei ich zu dir
- BWV 1100 — Allein zu dir, Herr Jesu Christ
- BWV 1101 — Durch Adams Fall ist ganz verderbt
- BWV 1102 — Du Friedefürst, Herr Jesu Christ
- BWV 1103 — Erhalt uns, Herr, bei deinem Wort
- BWV 1104 — Wenn dich Unglück tut greifen an
- BWV 1105 — Jesu, meine Freude
- BWV 1106 — Gott ist mein Heil, mein Hilf und Trost
- BWV 1107 — Jesu, meines Lebens Leben
- BWV 1108 — Als Jesus Christus in der Nacht
- BWV 1109 — Ach Gott, tu dich erbarmen
- BWV 1110 — O Herre Gott, dein göttlich Wort
- BWV 1111 — Nun lasset uns den Leib begrab'n
- BWV 1112 — Christus, der ist mein Leben
- BWV 1113 — Ich hab mein Sach Gott heimgestellt
- BWV 1114 — Herr Jesu Christ, du höchstes Gut
- BWV 1115 — Herzlich lieb hab ich dich, o Herr
- BWV 1116 — Was Gott tut, das ist wohlgetan
- BWV 1117 — Alle Menschen müssen sterben
- BWV 1118 — Werde munter, mein Gemüte
- BWV 1119 — Wie nach einer Wasserquelle
- BWV 1120 — Christ, der du bist der helle Tag

### Різні Твори для органа (BWV 1121 — 1126)
- BWV 1121 — Фантазія
- BWV 1122 — Denket doch, Ihr Menschenkinder
- BWV 1123 — Wo Gott zum Haus nicht gibt sein Gut
- BWV 1124 — Ich ruf zu Dir, Herr Jesu Christ
- BWV 1125 — O Gott, du frommer Gott
- BWV 1126 — Lobet Gott, unsern Herrn

### Строфічна арія (BWV 1127)
- BWV 1127 — Alles mit Gott, und nichts ohn' ihn (відкрита у червні 2005року)

## BWV Anh. 43 — 189 (додаток)

### Різне
- BWV Anh. 43 — Фуга — органний твір
- BWV Anh. 44 — Фуга — органний твір
- BWV Anh. 45 — Фуга — органний твір
- BWV Anh. 46 — Тріо — органний твір
- BWV Anh. 47 — Ach Herr, mich armen Sünder — сумнівний твір
- BWV Anh. 48 — Allein Gott in der Höh' sei Ehr — сумнівний твір
- BWV Anh. 49 — Ein feste Burg ist unser Gott — сумнівний твір
- BWV Anh. 50 — Erhalt uns, Herr, bei deinem Wort — сумнівний твір
- BWV Anh. 51 — Erstanden ist der heilige Christ — сумнівний твір
- BWV Anh. 52 — Freu dich sehr, o meine Seele — сумнівний твір
- BWV Anh. 53 — Freu dich sehr, o meine Seele — сумнівний твір
- BWV Anh. 54 — Helft mir Gottes Güte preisen — сумнівний твір
- BWV Anh. 55 — Herr Christ, der einig' Gottes Sohn — сумнівний твір
- BWV Anh. 56 — Herr Jesu Christ, dich zu uns wend' — сумнівний твір
- BWV Anh. 57 — Jesu Leiden, Pein und Tod — сумнівний твір
- BWV Anh. 58 — Jesu, meine Freude — сумнівний твір
- BWV Anh. 59 — Jesu, meine Freude — сумнівний твір
- BWV Anh. 60 — Non lob', mein' Seel' den Herren — сумнівний твір
- BWV Anh. 61 — O Mensch, bewein' dein' Sünde groß — сумнівний твір
- BWV Anh. 62a — Sei Lob und Ehr mit hohem Preis — сумнівний твір
- BWV Anh. 62b — Sei Lob und Ehr mit hohem Preis — сумнівний твір
- BWV Anh. 63 — Von Himmel hoch — сумнівний твір
- BWV Anh. 64 — Von Himmel hoch — сумнівний твір
- BWV Anh. 65 — Von Himmel hoch — сумнівний твір
- BWV Anh. 66 — Wachet auf, ruft uns die Stimme — сумнівний твір
- BWV Anh. 67 — Was Gott tut, das ist wohlgetan — сумнівний твір
- BWV Anh. 68 — Wer nur den lieben Gott läßt walten — сумнівний твір
- BWV Anh. 69 — Wir glauben all' an einen Gott — сумнівний твір
- BWV Anh. 70 — Wir glauben all' an einen Gott — сумнівний твір
- BWV Anh. 71 — Wo Gott, der Herr, nicht bei uns hält — сумнівний твір
- BWV Anh. 72 — Canon — сумнівний твір
- BWV Anh. 77 — Herr Christ, der einig' Gottes Sohn — сумнівний твір
- BWV Anh. 78 — Wenn wir in höchsten Nöten sein — сумнівний твір
- BWV Anh. 79 — Befiehl du deine Wege — сумнівний твір
- BWV Anh. 107 — Фуга — сумнівний твір
- BWV Anh. 108 — Фуга — сумнівний твір
- BWV Anh. 109 — Фуга — сумнівний твір
- BWV Anh. 110 — Фуга — сумнівний твір
- BWV Anh. 111 — Largo & Allegro — сумнівний твір
- BWV Anh. 112 — Grave — сумнівний твір

### Нотний зошит Анни Магдалени Бах(BWV Anh. 113 — 132)
- BWV Anh. 113 — Менует — сумнівний твір
- BWV Anh. 114 — Менует — приписується Пецольду
- BWV Anh. 115 — Менует — приписується Пецольду
- BWV Anh. 116 — Менует — сумнівний твір
- BWV Anh. 117a — Менует — сумнівний твір
- BWV Anh. 117b — Менует — сумнівний твір
- BWV Anh. 118 — Менует — сумнівний твір
- BWV Anh. 119 — Полонез — сумнівний твір
- BWV Anh. 120 — Менует — сумнівний твір
- BWV Anh. 121 — Менует — сумнівний твір
- BWV Anh. 122 — Марш — К. Ф. Е. Бах
- BWV Anh. 123 — Полонез — К. Ф. Е. Бах
- BWV Anh. 124 — Марш — К. Ф. Е. Бах
- BWV Anh. 125 — Полонез — К. Ф. Е. Бах
- BWV Anh. 126 — Musette — сумнівний твір
- BWV Anh. 127 — Марш — сумнівний твір
- BWV Anh. 128 — Полонез — сумнівний твір
- BWV Anh. 129 — Соло — К. Ф. Е. Бах
- BWV Anh. 130 — Полонез — Йоганн Адольф Хассе
- BWV Anh. 131 — Пьеса — сумнівний твір
- BWV Anh. 132 — Менует — сумнівний твір

### Інші сумнівні Твори (BWV Anh. 133 — 153)
- BWV Anh. 133 — Фантазія
- BWV Anh. 134 — Скерцо
- BWV Anh. 135 — Буслеска
- BWV Anh. 136 — Тріо
- BWV Anh. 137 — L'Intrada della Caccia
- BWV Anh. 138 — Continuazione della Caccia
- BWV Anh. 139 — Il Fine delle Caccia — I
- BWV Anh. 140 — Il Fine delle Caccia — II
- BWV Anh. 141 — Псалом O Gott die Christenhalt
- BWV Anh. 142 — Псалом 110
- BWV Anh. 143 — Полонез
- BWV Anh. 144 — Полонез-Тріо
- BWV Anh. 145 — Марш
- BWV Anh. 146 — Марш
- BWV Anh. 147 — La Combattuta
- BWV Anh. 148 — Скерцо
- BWV Anh. 149 — Менует
- BWV Anh. 150 — Тріо
- BWV Anh. 151 — Концерт
- BWV Anh. 152 — Концерт
- BWV Anh. 153 — Соната

### Помилково приписувані Твори (BWV Anh. 158 — 189)
- BWV Anh. 158 — Арія Andro dall' colle al prato
- BWV Anh. 159 — Мотет Ich lasse dich nicht, du segnest mich denn
- BWV Anh. 160 — Мотет Jauchzet dem Herrn, alle Welt
- BWV Anh. 161 — Мотет Kundlich gross ist das gottselige Geheimnis
- BWV Anh. 162 — Мотет Lob und Ehre und Weishelt und Dank
- BWV Anh. 163 — Мотет Merk aud, mein Herz, und sieh dorthin
- BWV Anh. 164 — Мотет Nun danket alle Gott
- BWV Anh. 165 — Мотет Unser Wandel ist im Himmel
- BWV Anh. 177 — Прелюдія і фуга
- BWV Anh. 178 — Токата quasi Fantasia і фуга
- BWV Anh. 179 — Фантазія
- BWV Anh. 180 — Фуга
- BWV Anh. 181 — Фуга
- BWV Anh. 182 — Пасакалья
- BWV Anh. 183 — Рондо, Les Bergeries — Франсуа Куперен, міститься в Нотному зошиті Анни Магдалени Бах
- BWV Anh. 184 — Соната
- BWV Anh. 185 — Соната
- BWV Anh. 186 — Соната
- BWV Anh. 187 — Тріо
- BWV Anh. 188 — Соната (концерт) для 2 клавесинів
- BWV Anh. 189 — Концерт ля мінор

## Відновлені концерти
Всі нижчеперелічені концерти відновлені з концертів для клавіру (Бах часто робив перекладання своїх творів для різних інструментів, і деякі з оригінальних творів нині загублені).
- BWV 1052r — Скрипковий концерт ре мінор
- BWV 1053r — Концерт для гобоя д’амур ре мажор / концерт для гобоя фа мажор
- BWV 1055r — Концерт для гобоя д’амур ля мажор
- BWV 1056r — Скрипковий концерт соль мінор / концерт для гобоя соль мінор
- BWV 1059r — Концерт для гобоя ре мінор (відновлений з BWV 1059 і деяких кантат - найбільш спірна реконструкція, тому що з оригінального твору до наших днів дійшло тільки 10 тактів)
- BWV 1060r — Концерт для скрипки і гобоя до мінор/ре мінор
- BWV 1064r — Концерт для трьох скрипок ре мажор